# Lubora
Lubora (biał. Любары, Lubary; ros. Люборы, Lubory) – wieś na Białorusi, w obwodzie grodzieńskim, w rejonie lidzkim, w sielsowiecie Tarnowszczyzna, nad ramienem Dzitwy.

## Historia
W dwudziestoleciu międzywojennym leżała w Polsce, w województwie nowogródzkim, w powiecie lidzkim. Do 11 kwietnia 1929 w gminie Honczary, a po jej zniesieniu w gminie Tarnowo/Białohruda. W 1921 miejscowość liczyła 290 mieszkańców, zamieszkałych w 58 budynkach, w tym 269 Polaków i 21 Białorusinów. 270 mieszkańców było wyznania rzymskokatolickiego i 20 prawosławnego.
Po II wojnie światowej w granicach Związku Sowieckiego. Od 1991 w niepodległej Białorusi.